# Unai Elgezabal
Unai Elgezabal Udondo (ur. 25 kwietnia 1993 w Urduliz) – hiszpański piłkarz występujący na pozycji obrońcy w SD Eibar.